# أندريه نواك (عالم نفس)
أندريه نواك (بالبولندية: Andrzej Nowak)‏ هو عالم نفس بولندي، ولد في 12 يونيو 1953 في وارسو في بولندا.